# Tetragnatha lancinans
Tetragnatha lancinans là một loài nhện trong họ Tetragnathidae.
Loài này thuộc chi Tetragnatha. Tetragnatha lancinans được miêu tả năm 1911 bởi Kulczynski.